# Tawakonis
Les Tawakonis (également dénommés Tawakaros, Tancaros, Tuacanas, Toucaras, ou Tehacanes) sont un peuple autochtone des États-Unis, proches des Wichitas. 